# Nils Persson (kommunalråd)
Nils Persson, född 9 september 1949 i Borlänge, Dalarnas län, snickare i grunden men sedan 2006 även politiker på heltid som kommunstyrelseordförande i Borlänge för socialdemokraterna.
Nils Persson arbetade som snickare 1965-1989. År 1989 blev han ombudsman på Byggnads och 1991 tillträdde han posten som avdelningsordförande för Byggnads Dalarna avd. 30, ett uppdrag han avsa sig 8 år senare för att istället ta över som kassör fram till 2006.
I maj 2006 tackade han ja till posten som kommunalråd 2006-2011 för Socialdemokraterna i Borlänge efter Peter Hultqvist och till rollen som kommunstyrelseordförande i Borlänge Kommun.
Nils Persson är även idrottsintresserad och ordförande i IF Tunabro, en fotbollsförening där han även varit aktiv spelare i allt från ungdoms- till seniorlag, därefter som ledare och ungdomsledare i många år.